# Grande Rochère (masyw)
Grande Rochère – masyw w Alpach Pennińskich. Znajduje się we Włoszech (region Dolina Aosty) między dolinami Val Ferret i Valle del Gran San Bernardo. Odchodzi na południe od leżącego na głównej grani masywu Grand Golliat. Rozdziela je przełęcz Malatra.

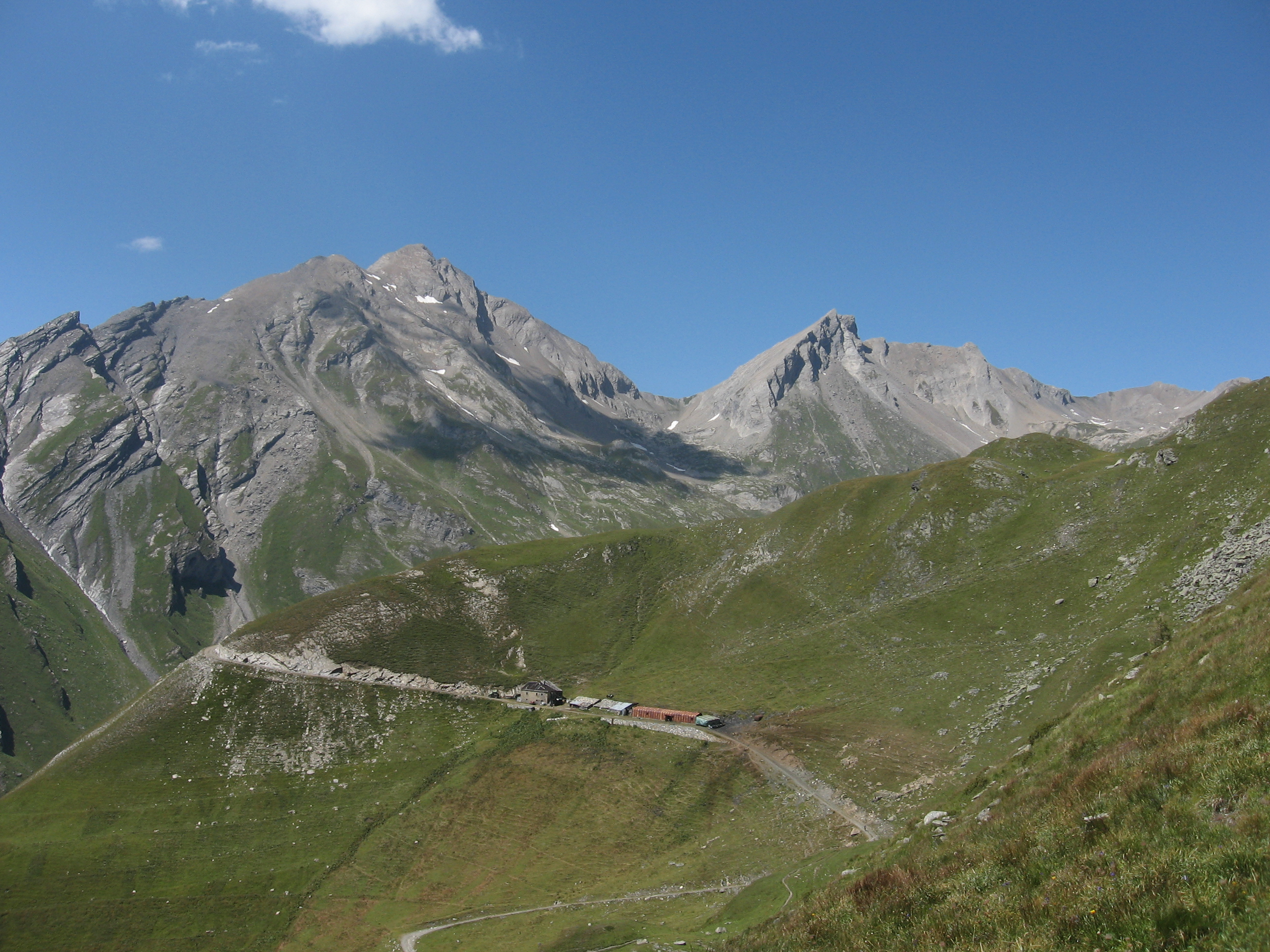
Aiguille de Bonalé

Ze szczytu Aiguille d’Artanavaz (3071 m) leżącego zaraz na południe od przełęczy Malatra odchodzą dwa grzbiety: na południowy wschód grzbiet, w którym najwyższym szczytem jest Grand Crêton (3071 m), a na południowy zachód główny grzbiet prowadzący przez Aiguille de Malatra (3142 m) i Aiguille de Bonalé (3201 m) na najwyższy szczyt masywu Grande Rochère (3326 m). Odchodzą z niego dwa grzbiety: na południowy zachód grzbiet, w którym najwyższym szczytem jest  Aiguille de Chambave (3067 m), a na południe grzbiet ze szczytem Pic de la Varise (2894 m).